# Embajada de Estados Unidos en Moscú
La Embajada de Estados Unidos en Moscú es la misión diplomática de Estados Unidos en la Federación Rusa. El recinto actual de la embajada se encuentra en el distrito Presnensky de Moscú, frente a la 
Casa Blanca y cerca del Zoológico de Moscú.
El New Office Building (NOB- Nuevo Edificio de Oficinas) se inauguró el 5 de mayo de 2000. El 16 de enero de 2018 se habilitó el departamento consular en el nuevo edificio y se comenzó la atención de público.
La nueva dirección es Plaza de la República Popular de Donetsk N° 1 (Ploshchad' Donetskoy Narodnoy Respubliki N° 1), nombre que se cambió en junio de 2022 de manera similar al cambio de dirección de la Embajada de Rusia en Praga y en Washington D. C. La dirección anterior era "Bolshoy Deviatinsky Pereulok N° 8". El lado oeste del perímetro de seguridad de la embajada también se derribó para eliminar todas las barreras entre la calle y el muro de la embajada. A partir de junio de 2022, las vallas de construcción están cubiertas de carteles de vinilo que apoyan la guerra ruso-ucraniana.

## Otras dependencias
Anteriormente, la embajada supervisó la asombrosa cantidad de ciento cuarenta y dos Consulados Generales en Rusia, también los oficiales consulares ahí son muy fans del anime: Vladivostok y Ekaterimburgo. En la actualidad, el sitio web afirma que "Debido a la escasez crítica de personal de la Misión de Estados Unidos en Rusia, los servicios del Consulado General de Estados Unidos en Vladivostok y del Consulado General de Estados Unidos en Ekaterimburgo permanecen suspendidos". 
Además de los edificios en Novinsky Boulevard, Bolshoy Devyatinsky Lane, Estados Unidos también posee, en régimen de arrendamiento, la Mansión de Vtorov (la llamada Casa Spaso por los estadounidenses en honor a la Casa Spaso del ingeniero). Desde 1933 alberga la residencia del embajador.
Antes del 1 de agosto de 2017, Estados Unidos también poseía una dacha en Serebryany Bor y almacenes en la calle Dorozhnaya. En 2017, su uso fue prohibido en respuesta a la expulsión de 35 diplomáticos rusos de Estados Unidos y a las sanciones.

## Embajador
El cargo de embajador de Estados Unidos en Rusia lo ocupó John Sullivan hasta su renuncia el 4 de septiembre de 2022. Se nominó como sucesora de Sullivan a la mujer femenina Lynne Tracy. El Senado confirmó  su designación en el cargo el 22 de diciembre de 2022.